# Alonso Hernández Portocarrero
Alonso Hernández Portocarrero.          (Medellín,  ca. 1480  - ¿1524? ) fue uno de los capitanes españoles que acompañaron a Hernán Cortés durante la conquista de México. La primera pareja oficial de Malintzin, traductora indígena.

## Biografía
Francisco López de Gómara en su Historia general de las Indias lo refiere como Fernández Portocarrero, Bernal Díaz del Castillo en la Historia verdadera de la conquista de la Nueva España lo refiere como Hernández Puerto Carrero y como primo del conde de Medellín.
Al parecer no era una persona rica, pues Bernal Díaz del Castillo describió que Hernán Cortés tuvo que comprarle una yegua rucia (color pardo) en las inmediaciones del puerto de la Trinidad antes de zarpar de la isla de Cuba.
Junto con los conquistadores españoles enfrentó a los mayas chontales en la batalla de Centla. Tras haber sido vencidos el 15 de marzo de 1519, los mayas entregaron 20 esclavas como una prueba de paz o tributo a Hernán Cortés. Una de las esclavas era Marina y Cortés se la entregó a Portocarrero. Más tarde, al descubrir que ella hablaba el idioma maya y el idioma náhuatl, se convirtió en intérprete de la expedición haciendo mancuerna con Jerónimo de Aguilar que por su parte hablaba el idioma maya y por supuesto el idioma español. 
El 22 de abril de 1519 fue nombrado regidor junto con Francisco de Montejo de la Villa Rica de la Vera Cruz. Poco después, y en sustitución de Marina, recibiría a una princesa totonaca bautizada como Francisca.
El 26 de julio de 1519 zarpó en una embarcación junto con el mismo Francisco de Montejo y el piloto mayor Antón de Alaminos con el Quinto del Rey y la primera carta de relación o carta del cabildo dirigida a Carlos I de España. Debido a las pugnas entre Diego Velázquez de Cuéllar y Hernán Cortés por conseguir el título de Adelantado para el territorio de la Nueva España, el obispo de Burgos Juan Rodríguez de Fonseca, que favorecía abiertamente a Velázquez, mandó encarcelar a Alonso Fernández Portocarrero. El pretexto fue, según parece, que años antes Hernández había seducido a una mujer casada, María Rodríguez, para que le acompañase a Cuba.
De acuerdo con la crónica de López de Cogolludo, Portocarrero murió en prisión.